# Lipotriches clypeata
Lipotriches clypeata là một loài Hymenoptera trong họ Halictidae. Loài này được Smith mô tả khoa học năm 1875.